# Jade Anouka
Jade Anouka (Londres, 12 de junho de 1989), é uma atriz britânica. Ela é conhecida por seus diversos papéis no teatro e por suas aparições em His Dark Materials na BBC One e nas séries dramáticas da ITV Trauma e Cleaning Up.

## Juventude e educação
Anouka nasceu em Londres, a segunda de três filhos de uma mãe professora de matemática de Trinidad e um pai consultor de hipotecas da Jamaica. Ela tem um irmão e uma irmã que seguiram carreiras na ciência. Ela cresceu em Slade Green e frequentou a escola em Bexley, Londres, mas transferiu-se para uma escola em Lewisham para o sexto ano. Ela praticava atletismo antes de se transferir para Lewisham, pois não queria competir contra seus antigos colegas de equipe.
Anouka deu seus primeiros passos na atuação ao frequentar um clube de teatro aos sábados pela manhã em Dartford, Kent. Durante o sexto ano, Anouka recebeu uma bolsa para o National Youth Theatre e depois frequentou a Guildford School of Acting. Ela foi contratada imediatamente após a graduação pela Royal Shakespeare Company em Stratford-upon-Avon, onde obteve um prêmio de pós-graduação em ensino de Shakespeare.

## Carreira
Anouka estreou no palco em 2007 com um papel em The Penelopiad de Margaret Atwood. Em 2011, ela recebeu uma menção honrosa no Ian Charleson Awards por sua atuação como Ofélia em Hamlet no Shakespeare's Globe em 2010.
Anouka teve pequenos papéis na televisão em Doctor Who (2013), Chewing Gum (2015) e Stan Lee's Lucky Man antes de conseguir um papel de apoio na minissérie de 2018 Trauma. Ela apareceu no terceiro episódio da nona temporada de Death in Paradise em 2020.
Em 2014, ela recebeu o Stage Award for Acting Excellence por seu monólogo, Chef de Sabrina Mahfouz, no Edinburgh Fringe Festival. Em 2015, ela levou o espetáculo a Londres para uma semana de apresentações especiais.
Anouka participou da trilogia shakespeariana totalmente feminina de Phyllida Lloyd, interpretando Marco Antônio em Júlio César no Donmar Warehouse, Hotspur em Henrique IV no Donmar Theatre e Ariel em A Tempestade no King's Cross Theatre e no Off-Broadway do St. Ann's Warehouse. Ela recebeu críticas entusiasmadas por seus papéis nas três peças, que foram transmitidas pela BBC em 2018. Em 2018, ela também interpretou Margarida de Anjou em Queen Margaret de Jeanie O'Hare, no Royal Exchange, Manchester. Ela foi nomeada uma das estrelas em ascensão do BAFTA pela InStyle em 2018.
Em 2019, Anouka apareceu em Cleaning Up, uma série dramática de seis partes na ITV e na série da Netflix Turn Up Charlie.
Em agosto de 2020, ela confirmou que apareceria como Ruta Skadi na segunda temporada da série de fantasia da BBC/HBO His Dark Materials.
Anouka apresenta sua poesia no palco e, em 2016, publicou um volume de sua poesia intitulado Eggs on Toast.
Em 2021, foi anunciado que Anouka estrelaria ao lado de Jonathan Bailey, Taron Egerton e Phil Daniels em uma produção de Cock de Mike Bartlett no Ambassadors Theatre, em Londres, em 2022.

## Vida pessoal
Anouka se identifica como queer e/ou bi. Em 14 de dezembro de 2021, Anouka anunciou que havia dado à luz uma filha. Em maio de 2022, Anouka casou-se com a musicista Grace Savage. Em 25 de fevereiro de 2024, Anouka anunciou que ela e sua esposa haviam tido outro bebê.

## Trabalhos

### Filmes
| Ano  | Título                           | Papel          | Notas          |
| ---- | -------------------------------- | -------------- | -------------- |
| 2009 | That Serious Face                | Kellie         | Curta-metragem |
| 2010 | Love's Labour's Lost             | Maria          |                |
| 2012 | A Running Jump                   | Jody's Friend  | Curta-metragem |
| 2013 | T-Police Field                   | Police Officer | Curta-metragem |
| 2015 | The Vote                         | Chika Devan    | Telefime       |
| 2017 | Baby Gravy                       | Alex           | Curta-metragem |
| 2019 | Fisherman's Friends              | Leah Jordan    |                |
| 2019 | Last Christmas                   | Alba           |                |
| 2020 | 6:23 AM                          |                | Curta-metragem |
| 2020 | The Rhythm Section               | Laura Fuller   |                |
| 2020 | Her & Her                        | Her            | Curta-metragem |
| 2020 | Morbid Curiosity                 | Newsreader     | Curta-metragem |
| 2021 | Zebra Girl                       | Anita          |                |
| 2021 | Ear for Eye                      | Britânica      |                |
| 2022 | Fisherman's Friends: One and All | Leah Jordan    |                |
| 2022 | The Bower                        | Terri (1991)   | Curta-metragem |
| TBA  | The Dark Channel                 | Mia            | Pós-produção   |
| TBA  | Shaun                            | Beth           | Pós-produção   |

### Televisão
| Ano             | Título                                                | Papel                     | Notas                                      |
| --------------- | ----------------------------------------------------- | ------------------------- | ------------------------------------------ |
| 2007            | USS Constellation: Battling for Freedom               | Conjo's Mother            | Especial de TV                             |
| 2010            | Law & Order: UK                                       | Carla                     | Episódio: "Skeletons"                      |
| 2012            | Secrets and Words                                     | Ashley                    | Episódio: "Mightier Than the Sword"        |
| 2013            | Doctor Who                                            | Waitress                  | Episódio: "The Bells of Saint John"        |
| 2016            | Stan Lee's Lucky Man                                  | Ekua Nkomo                | Episódio: "A Twist of Fate"                |
| 2017            | Chewing Gum                                           | Danny                     | Episódio: "WTF Happened?"                  |
| 2017–2018       | The Donmar Warehouse's All-Female Shakespeare Trilogy | Mark Antony/Hotspur/Ariel | Minissérie, 3 episódios                    |
| 2018            | Trauma                                                | Alana Allerton            | Minissérie, 3 episódios                    |
| 2019            | Cleaning Up                                           | Jess                      | Series regular, 6 episódios                |
| 2019            | Turn Up Charlie                                       | Tommi                     | Elenco principal, 6 episódios              |
| 2019            | Great Performances                                    | Mark Antony               | Episódio: "Julius Caesar"                  |
| 2020            | Death in Paradise                                     | Inez Farah                | Episódio: "Tour De Murder"                 |
| 2020            | Small Axe                                             | Mrs. Morrison             | Episódio: "Education"                      |
| 2020–2022       | His Dark Materials                                    | Ruta Skadi                | Elenco principal, 5 episódios              |
| 2021            | The Drowning                                          | Yasmin                    | Minissérie, 4 episódios                    |
| 2021            | Angela Black                                          | Dr. Cath Bradford         | Episódio: "Series 1, Episódio 3"           |
| 2021            | Beforeigners                                          | Adepero                   | Papel recorrente, 3 episódios              |
| 2024 - presente | Dune: Prophecy                                        | Irmã Theodosia            | Elenco principal                           |
| 2025            | The Sandman                                           | Billie                    | Episódio: "Death: The High Cost of Living" |

### Teatro
| Ano  | Título                  | Papel                                      | Local                                                                          | Notas                              |
| ---- | ----------------------- | ------------------------------------------ | ------------------------------------------------------------------------------ | ---------------------------------- |
|      | Handa's Surprise        | Handa                                      | Little Angel Theatre, Londres                                                  |                                    |
| 2007 | The Penelopiad          | Melantho                                   | Swan Theatre, Swan Theatre, Stratford-upon-Avon & National Arts Centre, Ottawa | com Royal Shakespeare Company      |
| 2008 | The Merchant of Venice  | Servente de Portia                         | Courtyard Theatre, Stratford-upon-Avon                                         | com Royal Shakespeare Company      |
| 2008 | The Taming of the Shrew | Nicholas/Dancer                            | Courtyard Theatre, Stratford-upon-Avon                                         | com Royal Shakespeare Company      |
| 2008 | Twelfth Night           | Olivia                                     | Theatre Royal, York                                                            |                                    |
| 2009 | Blood Wedding           | Bride                                      | Southwark Playhouse, Londres                                                   |                                    |
| 2009 | Love's Labour's Lost    | Maria                                      | Shakespeare's Globe, Londres                                                   | também, turnê nos EUA              |
| 2010 | Wild Horses             | Zoe                                        | Theatre503, Londres                                                            |                                    |
| 2011 | Romeu e Julieta         | Julieta                                    | Octagon Theatre, Bolton                                                        |                                    |
| 2011 | Hamlet                  | Ophelia                                    | Shakespeare's Globe, Londres                                                   |                                    |
| 2012 | Moon on a Rainbow Shawl | Rosa                                       | Royal National Theatre, Londres                                                |                                    |
| 2012 | Júlia César             | Calpúrnia Pisônia/Metellus Cimber/Pindarus | Donmar Warehouse, Londres                                                      |                                    |
| 2013 | Romeu e Julieta         | Julieta                                    | Shakespeare's Globe, Londres                                                   |                                    |
| 2013 | Clean                   | Chloe                                      | Traverse Theatre, Edimburgo                                                    |                                    |
| 2013 | Júlia César             | Calpúrnia Pisônia/Metellus Cimber/Pindarus | St. Ann's Warehouse, Nova Iorque                                               |                                    |
| 2014 | Clean                   | Chloe                                      | 59E59 Theaters, Nova Iorque                                                    |                                    |
| 2014 | Omeros                  | Helen                                      | Sam Wanamaker Playhouse, Londres                                               |                                    |
| 2014 | Chef                    | Chef                                       | Underbelly, Edimburgo                                                          | parte do Edinburgh Festival Fringe |
| 2015 | Henry IV                | Hotspur                                    | Donmar Warehouse, Londres                                                      |                                    |
| 2015 | The Vote                | PC Chika Devan                             | Donmar Warehouse, Londres                                                      |                                    |
| 2015 | Chef                    | Chef                                       | Soho Theatre, Londres                                                          |                                    |
| 2015 | So Here We Are          | Kirsty                                     | Royal Exchange, Manchester & HighTide Festival, Aldeburgh                      |                                    |
| 2015 | Henry IV                | Hotspur                                    | St. Ann's Warehouse, Nova Iorque                                               |                                    |
| 2016 | Doctor Faustus          | Wagner                                     | Duke of York's Theatre, Londres                                                |                                    |
| 2017 | Cover My Tracks         | Sarah                                      | The Old Vic, Londres                                                           |                                    |
| 2018 | The Greatest Wealth     |                                            | The Old Vic, Londres                                                           |                                    |
| 2019 | Dear Elizabeth          | Rainha Margarida                           | Gate Theatre, Londres                                                          |                                    |
| 2019 | The Phlebotomist        | Bea                                        | Hampstead Theatre, Londres                                                     |                                    |
| 2022 | Cock                    | W                                          | Ambassadors Theatre, Londres                                                   |                                    |

### Video games
| Ano  | Título                  | Papel de dublagem |
| ---- | ----------------------- | ----------------- |
| 2019 | Control                 | Helen Marshall    |
| 2020 | Control: The Foundation | Helen Marshall    |